# Albas (Lot)
Albas település Franciaországban, Lot megyében. Lakosainak száma 529 fő (2022. január 1.). Albas Anglars-Juillac, Bélaye, Cambayrac, Carnac-Rouffiac, Castelfranc, Luzech, Saint-Vincent-Rive-d’Olt és Sauzet községekkel határos.

## Népesség
A település népességének változása:
| Lakosok száma | 504  | 545  | 507  | 517  | 516  | 522  | 525  | 521  | 523  | 529  |
|               | 1968 | 1982 | 1990 | 2006 | 2013 | 2015 | 2017 | 2019 | 2020 | 2022 |